# 欲蓋彌彰 (電影)
《欲蓋彌彰》（英語：Shattered Glass）是一部2003年傳記劇情片，由比利·雷自編自導，劇情改編自1998年H. G. Bissinger發表於《名利场》的同名文章，講述《新共和》記者斯蒂芬·格拉斯的故事和他的醜聞。本片廣受好評，並贏得多個獎項。

## 劇情
《新共和》記者斯蒂芬·格拉斯回到母校向一群對新聞工作充滿熱情的學弟妹演講，成功展現了一名專業記者的形象。但在演講的過程中，鏡頭閃回實際發生的事。人緣極好的他依靠資深同事替他整理素材，但他從第一則報導開始就虛構情節，賴編輯替他收尾。但他所編出的報導越來越虛假，同事們進行事實查核時發現破綻處處。他企圖繼續矇混，但終於遮掩不過去。當編輯發現他所幹的好事後，一開始還相信他是因經驗不足而被自己的新聞來源所誤導，並據此向上呈報。雜誌社老闆卻因擔心開除此人後引發新手的離職潮而決定壓下來。
斯蒂芬·格拉斯的工作處於危機之中。如果他因為這種原因被迫離職，將再無法繼續在新聞界發展。在他留職停薪前，雜誌社編輯發現他是有意串通他人造假，而非僅僅是被欺騙。編輯終於果斷開除他，同時發現他所寫的報導幾乎無一真實。斯蒂芬·格拉斯的演講結束，課堂老師一一唸出他的報導文章標題，獲得學生們如雷的掌聲。
最後，雜誌社兩名編輯與斯蒂芬·格拉斯及其律師見面，一一確認每一篇可疑的報導。片尾列出了斯蒂芬·格拉斯一大半部份或全盤造假的報導文章。他後來攻讀法學院並畢業。

## 演員表
- 海登·克里斯滕森飾演斯蒂芬·格拉斯
- 彼得·賽斯嘉飾演Charles Lane（英语：Charles Lane (journalist)）
- 科洛·塞维尼飾演Caitlin Avey
- 罗莎里奥·道森飾演Andy Fox
- 梅兰妮·林斯基飾演Amy Brand
- 汉克·阿扎里亚飾演Michael Kelly（英语：Michael Kelly (editor)）
- 史提夫·扎恩飾演Adam Penenberg（英语：Adam Penenberg）
- 马克·布鲁姆飾演Lewis Estridge
- Simone-Élise Girard飾演Catarina Bannier
- Chad Donella（英语：Chad Donella）飾演David Bach
- Jamie Elman（英语：Jamie Elman）飾演Aaron Bluth
- Luke Kirby（英语：Luke Kirby）飾演Rob Gruen
- 凱斯·安凡飾演Kambiz Foroohar
- Linda E. Smith飾演Gloria
- Ted Kotcheff（英语：Ted Kotcheff）飾演Marty Peretz（英语：Marty Peretz）

## 評價
影評匯總網站爛蕃茄收集167篇專業影評文章，其中154篇是好評，算出「新鮮度」為92%，平均得分7.70分（滿分10分），而Metacritic則根據38篇評論文章給出平均分73（滿分100），綜合結果為「好評為主」。

## 外部連結
- 互联网电影数据库（IMDb）上《Shattered Glass》的资料（英文）
- AllMovie上《Shattered Glass》的资料（英文）
- Box Office Mojo上《Shattered Glass》的資料（英文）
- 爛番茄上《Shattered Glass》的資料（英文）